# Kororinpa
Kororinpa (コロリンパ, Kororinpa?, conhecido como Kororinpa: Marble Mania na América do Norte) é um jogo de video game exclusivo para o Nintendo Wii. O jogo foi lançado como um dos títulos de lançamento do console no Japão em 2 de dezembro de 2006 e depois lançado na Europa e América do Norte em 2007.
No jogo o jogador deve movimentar o cenário, utilizando o Wii Remote para navegar o objeto esférico até alcançar o ponto de chegada, similar aos jogos Marble Madness, Marble Blast e Super Monkey Ball. Além da movimentação, para alcançar o final os objetos esféricos ainda interagem com elementos necessários para atravessar de um local a outro, serem arremessados, entre outras ações. Durante o trajeto, o jogador deve coletar todos os cristais laranja necessários para passar de fase, existem ainda os cristais verdes, que não são obrigatórios mais desbloqueiam fases extras.

## Tipos de esferas
No decorrer do jogo, os jogadores podem desbloquear diversos tipos de esferas, com propriedades diferentes.

### Esferas simples
- Dificuldade: fácil

Esferas mais fáceis de controlar.
- Marmot
- Ladybirds
- Candy

### Esferas com som
- Dificuldade: fácil

Esferas que possuem um animal, que de acordo com certas ações emitem sons no jogo e no Wii Remote.
- Cat
- Dog
- Penguins
- Frog
- Panda

### Esferas de frota
- Dificuldade: Normal

Esferas um puco mais rápidas, portanto, mais difíceis de controlar.
- Soccer
- Basketball
- Melon

### Esferas pesadas
- Dificuldade: Normal

Esferas que possuem enclinação em baixo e velocidade máxima limitada.
- Gás
- Saturno

## Recepção
O jogo recebeu por maioria críticas positivas, abaixo estão as notas dadas ao jogo pelos principais sites e revistas especializadas:
- GameSpot 5.8 de 10[1]
- VG Resource Center 5 de10[1]
- IGN 6.2 de 10[2]
- IGN UK 6.1 de 10[3]
- Eurogamer 6 de 10[4]
- Fragland 77.5%[5]
- Gamestyle 5 de10[6]
- 1UP 7.5 de 10[7]
- Wii-Brasil 75%[8]